# Réserve nationale de faune de Great Sandhills
La réserve nationale de faune de Great Sandhills (en anglais : Great Sandhills National Wildlife Area) est une aire protégée canadienne située à Happyland No 231 (en) en Saskatchewan. La réserve a été créé en 2025 et a une superficie de 475 ha. Elle protège de la prairie cultivée et de la prairie mixte indigène, des milieux humides alcalins et des dunes stabilisées. 

## Géographie
La réserve nationale de faune de Great Sandhills est située à 35 km au sud-est de Leader en Saskatchewan. Elle a une superficie de 474,7 ha. Le territoire comprend de la prairies cultivée, de la prairie mixte indigène, des milieux humides alcalins ainsi que des dunes stabilisées. la prairie indigène est l'un des écosystèmes les plus menacés du monde.

## Faune et flore
On observe les plantes suivantes dans la réserve: la stipe chevelue, l'agropyre de l'Ouest, le carex duret, le distichlis dressé, le boutelou grêle, le cléome denté, le plantain de Patagonie, le mamillaire vivipare et le penstémon grêle.
Les oiseaux présents dans la réserve sont le plectrophane à ventre noir, le bruant de Baird, le bruant des plaines, le bruant sauterelle, l'alouette hausse-col, le bruant des prés] et la sturnelle de l'Ouest. Les mammifères présent sont l'antilocapre, le cerf mulet, le cerf de Virginie, le coyote, le blaireau d'Amérique et le spermophile de Richardson. Finalement l'herpétofaune est composé de la couleuvre des Plaines, la couleuvre gaufre de Say et le crapaud des Grandes Plaines.

## Histoire
En 1978, la réserve nationale de faune des Prairies a été constituée. Cette dernière comprenait 26 unités distincte réparties dans le sud de la province. En octobre 2020, un examen scientifique rigoureux a déterminé selon les critères établis en 2005 pour la création des réserves nationales de faune que seulement 7 des 26 unités répondaient aux critères actuels. Il a alors été décidé de remplacer l'ancienne réserve par 5 plus petites et de radier 19 des unités des territoires protégées. Pour la réserve nationale de faune de Great Sandhills, elle correspond aux unités 20 et 21 de l'ancienne réserve. La réserve nationale de faune de Great Sandhills a été établis le 12 mars 2025 en même temps que l'abolition de la réserve nationale de faune des Prairies.